# Igreja Matriz de Cerva
A Igreja Matriz de Cerva, também chamada Igreja de São Pedro, é um templo de cunho românico localizado na vila de Cerva, no município de Ribeira de Pena, em Portugal.
Julga-se ter sido erguida no lugar que ainda hoje se chama Campo Santo, onde apareceram ossadas romanas, sinal de que ali houve sepulturas.
Mais tarde, foi reconstruída onde actualmente se encontra. Nela estão esculpidas duas datas, 1591 e 1673 que devem corresponder a obras. O seu portal é encimado por um nicho onde se encontra o seu padroeiro São Pedro, cuja escultura é uma réplica semelhante à pintura a óleo do quadro de São Pedro realizada no século XVI pelo grande pintor português, Grão Vasco.